# Vincetoxicum assadii
Vincetoxicum assadii är en oleanderväxtart som beskrevs av M. Zaeifi. Vincetoxicum assadii ingår i släktet tulkörter, och familjen oleanderväxter. Inga underarter finns listade i Catalogue of Life.